# Helene Hammelrath

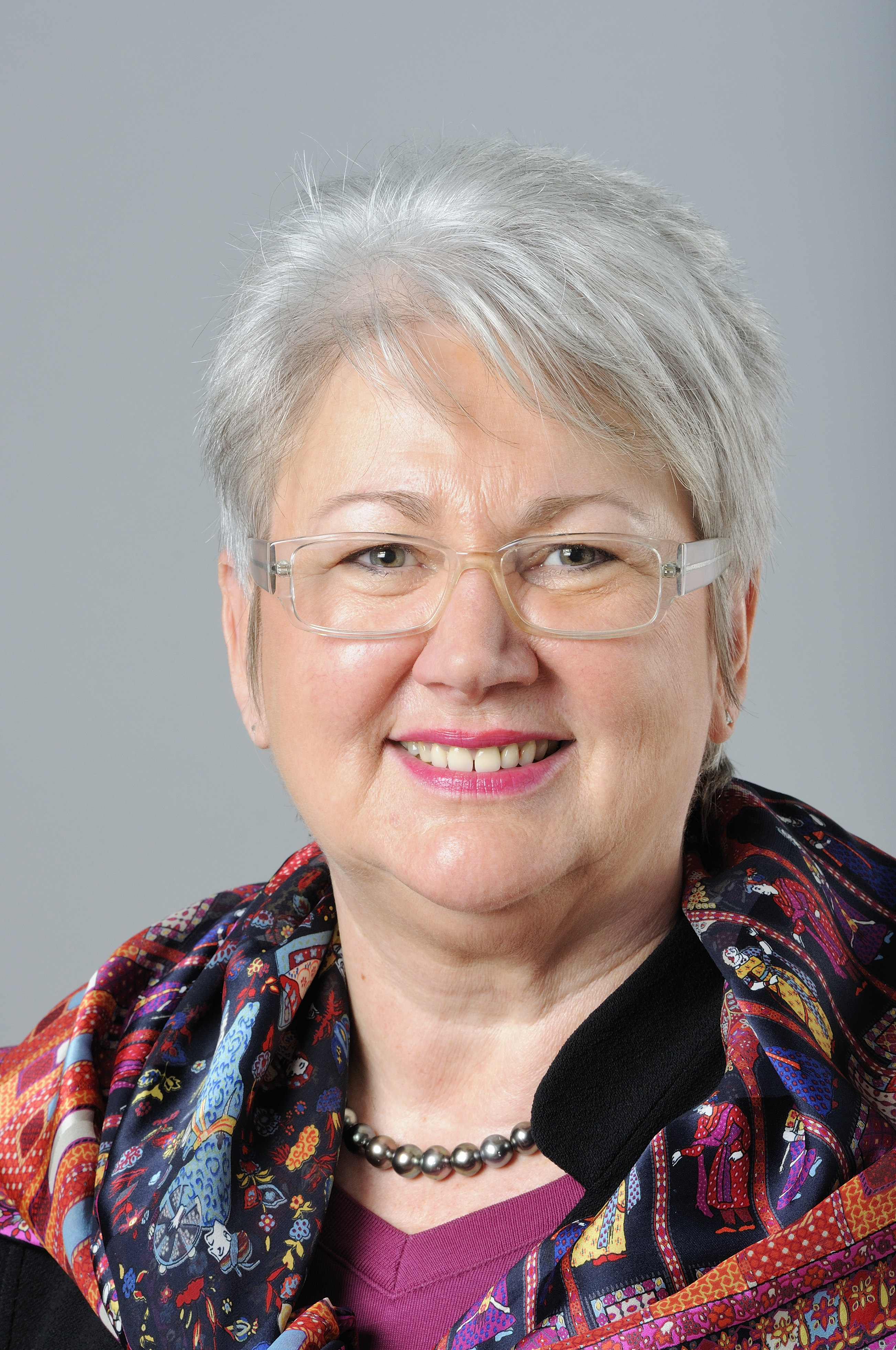
Helene Hammelrath

Helene Cäcilia Hammelrath (* 5. Januar 1950 in Bensberg) ist eine deutsche Politikerin der SPD. Sie war in den Jahren 2005 bis 2010 sowie 2012 bis 2017 Mitglied des nordrhein-westfälischen Landtages.

## Leben
Helene Hammelrath ist das jüngste der zwölf Kinder von Maria und Josef Hebborn, den Inhabern eines Lebensmittelgeschäfts in Bensberg. Nach dem Abschluss der höheren Handelsschule im Jahr 1969 absolvierte sie eine Ausbildung zur Bankkauffrau und war danach sowohl als Beamtin im gehobenen Dienst bei der Deutschen Bundesbank als auch als Referatsleiterin beim Genossenschaftsverband Rheinland tätig. 
Helene Hammelrath war seit 1979 Mitglied des Stadtrates von Bergisch Gladbach und dort seit 1999 stellvertretende Bürgermeisterin, beide Funktionen legte sie im Mai 2013 nieder. Sie war zudem stellvertretende Vorsitzende der SPD im Unterbezirk Rheinisch-Bergischer Kreis und seit 2002 Mitglied im Parteirat der Bundes-SPD.
Bei der Landtagswahl 2005 wurde Helene Hammelrath über die Reserveliste der nordrhein-westfälischen SPD in den Landtag gewählt. Bei der Landtagswahl 2012 gewann sie als Direktkandidatin den Landtagswahlkreis Rheinisch-Bergischer Kreis I. Im Jahr 2016 verzichtete sie auf eine erneute Kandidatur für die nächste Landtagswahl.

## Bürgschaftsbank für Sozialwirtschaft
Im Jahr 1992 gründete Helene Hammelrath als erste weibliche Bankgründerin in Nordrhein-Westfalen die Bürgschaftsbank für Sozialwirtschaft. Die Eigentümer dieser Bürgschaftsbank waren überwiegend die Spitzenverbände der Freien Wohlfahrtspflege. Aufgrund mangelnder Größe und fehlender Ertragsaussichten wurde die Bürgschaftsbank für Sozialwirtschaft im Jahr 2011 auf die GLS Bank verschmolzen und abgewickelt.

## Auszeichnungen
- Ehrennadel in Gold der Stadt Bergisch Gladbach 2014[4][5]